# Adetus stellatus
Adetus stellatus är en skalbaggsart som beskrevs av Martins och Maria Helena M. Galileo 2008. Adetus stellatus ingår i släktet Adetus och familjen långhorningar.
Artens utbredningsområde är Costa Rica. Inga underarter finns listade i Catalogue of Life.